# Samopomitch

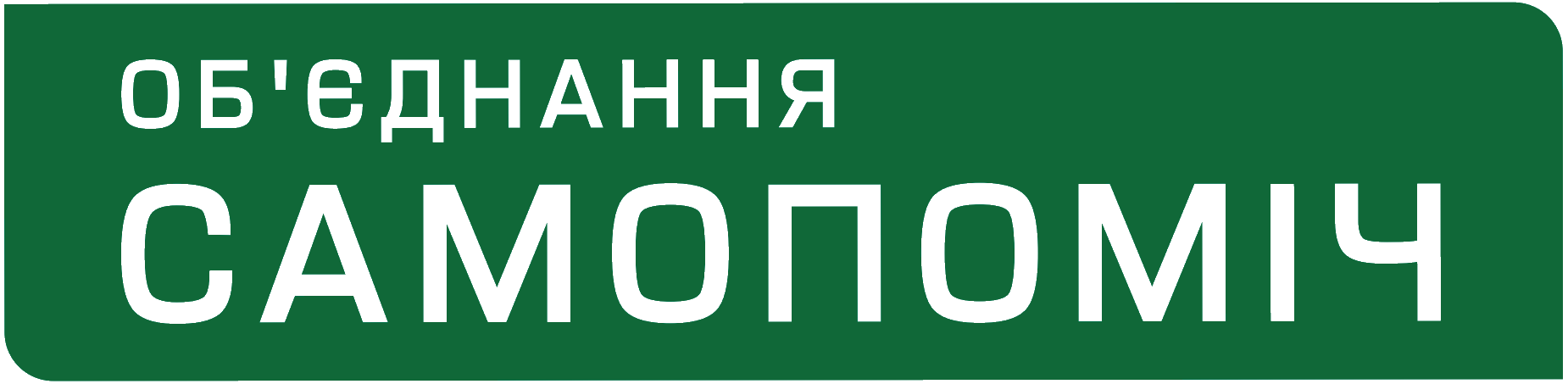
Logo jusqu'en 2019

Samopomitch (en ukrainien : Об'єднання «Самопоміч», abrégé en OS) est un parti politique ukrainien fondé le 29 décembre 2012 par le maire de Lviv Andri Sadovy. Fondé autour des valeurs chrétiennes, il est particulièrement implanté dans l'Ouest ukrainien.

## Historique
Le parti est fondé le 29 décembre 2012 par le maire de Lviv, plus importante ville de l'ouest de l'Ukraine, Andri Sadovy, en poste depuis 2006. Il est baptisé « Samopomitch », ce qui signifie « entraide, autosuffisance », et met en avant des valeurs de moralité chrétienne, se rapprochant ainsi de la démocratie chrétienne. Fortement implanté dans l'ouest, il est donc situé sur le fief électoral du parti nationaliste Svoboda, qui avait réalisé près de 30 % des voix dans l'oblast de Lviv lors des élections législatives d'octobre 2012.
Lors des élections municipales de Kiev, qui se déroulent en même temps que l'élection présidentielle du 25 mai 2014, le parti arrive en troisième place avec près de 7 % des voix, et obtient cinq sièges.
À l'occasion des élections législatives du 26 octobre 2014, le parti choisit Hanna Hopko comme tête de liste, et avec en seconde place Semion Semiontchenko, chef du bataillon Donbass, groupe de volontaires originaires de l'est russophone qui se sont battus contre les séparatistes de cette région. Le manifeste du parti défend ainsi l'intégrité territoriale de l'Ukraine, le réarmement du pays et refuse son non-alignement. Il est également favorable à une certaine décentralisation du pouvoir. Il remporte 33 sièges de députés à la Rada pour sa première élection majeure, devenant le troisième parti ukrainien, allié notamment à Volia.
Bien que le parti présente à l'extérieur du pays une image modérée de lui-même, il comprend parmi ses dirigeants d'anciens miliciens. En janvier 2017, le parti Samopomitch soutient le blocus du Donbass et qualifie la population restée « sur les territoires provisoirement occupés » de « collaborateurs ».

## Résultats électoraux

### Élections législatives
| Année | Voix      | %     | Mandats  | Rang | Gouvernement                                      |
| ----- | --------- | ----- | -------- | ---- | ------------------------------------------------- |
| 2014  | 1 713 489 | 11,00 | 33 / 450 | 3e   | Iatseniouk II (2014-2016), opposition (2016-2019) |
| 2019  | 91 596    | 0,62  | 1 / 450  | 14e  | Opposition                                        |

### Élections locales
| Année | %    | Élus        | Rang |
| ----- | ---- | ----------- | ---- |
| 2020  | 0,52 | 222 / 42501 | 22e  |